# Турриан, Франциск
Франци́ск Турриа́н (лат. Franciscus Turrianus) или Франси́ско То́ррес (исп. Francisco Torres; около 1509, Эррера-де-Писуэрга, Паленсия — 21 ноября 1584, Рим) — испанский иезуит, христианский писатель, богослов, эллинист, переводчик, деятель контрреформации.
Франциск Турриан был племянником доктора Торреса, епископа Канарских островов. Турриан учился в Саламанке и жил в Риме с кардиналом Сальвиати и архиепископом Джироламо Серипандо. В 1562 году папа Римский Пий IV отправил его на Тридентский собор, 8 января 1567 года Франциск Турриан стал иезуитом. Он был профессором в Римском колледже, и принял участие в редактировании Сикстинской Вульгаты; Станислав Гозий и Цезарь Бароний были его литературными сподвижниками. Современники называли Турриана «пожирателем книг» (лат. «helluo librorum») из-за того, что он быстро рассмотрел собрание книг основных библиотек. Турриан защищал учение о Непорочном зачатии Девы Марии, авторитет понтифика над церковными соборами, божественно полученную власть епископов, причастие под одним видом для мирян, подлинность Апостольских постановлений и Апостольских правил, подлинность Лжеисидоровых декреталий. Турриан защищал древность праздника Введения во храм Пресвятой Богородицы, который Пий V удалил из календаря, и просил о его восстановлении. Протестантский профессор истории Дэвид Блондель обвинял Турриана в отсутствии критического мышления, испанский иезуит Херонимо Надаль обвинял Турриана в язвительности по отношению к протестантам. Франциск Турриан написал более семидесяти книг, в основном полемических, против протестантов; и перевёл многие сочинения греческих отцов, которые он обнаружил в библиотеках.

## Сочинения
- Francisci Torrensis de Summi Pontificis supra Concilia auctoritate ... libri tres. Ejusdem de residentia pastorum jure divino scripto sancita ... liber. Ejusdem de actis veris Sextæ Synodi, deque canonibus qui ejusdem ... Synodi falso esse feruntur, et de Septima Synodo atque multiplici Octava ... liber. Few MS. notes, Том 2, 1551
- De commendatione perpetuae administrationis ecclesiarum vacantium et de residentia pastorum extra ovilia sua / Valer: Doricus, 1554
- Dogmatici characteres verbi Dei ad catholicos Germaniae adversus novos evangelicos. Libri IV / Laurentius Torrentinus, 1561
- De votis monasticis libri duo / Luchinus, 1566
- Pro canonibus Apostolorum et epistolis decretalibus pontificum apostolicorum adversus Magdeburgenses centuriatores defensio in quinque libros digesta / Gervinus Calenius, 1573
- Adversus Magdeburgenses centuriatores pro canonibus apostolorum et epistolis decretalibus pontificum apostolicorum libri quinque (etc.) / Gervinus Calenius, 1573
- Epistola de definitione propria peccati originalis ex Dionysio Areopagita et de conceptione virginis et matris Dei sine peccato / David Sartorius, 1581
- Epistola scripta ad quendam in Germania theologum contra abiquistas Arianistas (dd. Romae 23. Aprilis 1583.) / David Sartorius, 1583
- Adversus tertias in librum bipartitum cavillationes Antonii Sadellis elegchos dysoretikos sive idonea ad erubescendum deprehensio confessionum et mendaciorum et mendaciorum eiusdem / David Sartorius, 1584
- Responsio apologetica ad capita argumentorum Petri-Pauli Vergerij ex libello eius inscripto: de idolo Lauretano ... Huic apologiae praefixa est historia brevis ... sacri sacelli olim Beatae virginis Mariae domicilij / David Sartorius, 1584
- Canonum Apostolorum et decretalium epistolarum pontificum apostolicorum defensio, in quinque libros digesta. Contra centuriatores Magdeburgenses (etc.). / Quentelius, 1604